# Tomás Gutiérrez (baloncestista)
Tomás Gutiérrez (Santa Fe, Argentina, 1 de noviembre de 1999) es un baloncestista argentino que se desempeña como base.

## Trayectoria
Surgido de la cantera del club santafesino Rivadavia Juniors, Gutiérrez fue reclutado por Atenas en su adolescencia. Debutó en la Liga Nacional de Básquet en febrero de 2018, en un duelo entre su equipo y Bahía Basket. 
En marzo de 2019 se sumó a Salta Basket para disputar el tramo final y los playoffs de la temporada 2018-19 de La Liga Argentina. Al concluir el certamen, Gutiérrez permaneció en la categoría, jugando para el Rocamora de Concepción del Uruguay hasta la cancelación del torneo debido al comienzo de la pandemia de COVID-19. 
Retornó a Atenas pero, sin lugar en la rotación del equipo, terminó desvinculándose de la institución cordobesa para regresar a su ciudad natal y fichar con Colón en enero de 2021.

### Clubes
| Club              | País      | Año         |
| ----------------- | --------- | ----------- |
| Atenas            | Argentina | 2018 - 2019 |
| Salta Basket      | Argentina | 2019        |
| Rocamora          | Argentina | 2019 - 2020 |
| Atenas            | Argentina | 2020        |
| Colón de Santa Fe | Argentina | 2021 - 2022 |